# Маунтмелик
Маунтмелик (на английски: Mountmellick; на ирландски: Móinteach Mílic) е град в централната югоизточна част на Ирландия. Намира се в графство Лийш на провинция Ленстър на около 100 km западно от столицата Дъблин и на 9 km северно от административния център на графството град Портлийшъ. През 19 век е бил индустриален град с прозвището "Малкият Манчестър". В началото на 21 век селското стопанство и производството на бира са сред основните отрасли на икономиката на града. Имал е жп гара от 2 март 1885 г. до 1 януари 1963 г. Населението му е 2072 жители, а с прилежащите му околности 4069 от преброяването през 2006 г. 